# (184878) Gotlib
(184878) Gotlib est un astéroïde de la ceinture principale.

## Description
(184878) Gotlib est un astéroïde de la ceinture principale. Il fut découvert par Jean-Claude Merlin le 26 octobre 2005 à Nogales. Il présente une orbite caractérisée par un demi-grand axe de 2,9558 UA, une excentricité de 0,1310 et une inclinaison de 3,1476° par rapport à l'écliptique.
Il fut nommé en hommage à Marcel Gottlieb, dit Gotlib, auteur de bande dessinée français, décédé le 4 décembre 2016.